# Phacodes modicus
Phacodes modicus är en skalbaggsart som beskrevs av Blackburn 1901. Phacodes modicus ingår i släktet Phacodes och familjen långhorningar. Inga underarter finns listade i Catalogue of Life.